# Na Le
Na Le là một huyện (muang, mường) thuộc tỉnh Luangnamtha ở tây bắc Lào .